# Słodki listopad (film 2001)
Słodki listopad (ang. Sweet November) – amerykański melodramat filmowy z 2001 roku w reżyserii Pata O’Connora. Film jest remakiem filmu z 1968 roku. Oba filmy powstałe na podstawie scenariusza Hermana Rauchera.

## Obsada[1]
- Charlize Theron jako Sara Deever
- Keanu Reeves jako Nelson Moss
- Jason Isaacs jako Chaz
- Greg Germann jako Vince
- Lauren Graham jako Angelica
- Frank Langella jako Edgar Price
- Liam Aiken jako Abner
- Michael Rosenbaum jako Brandon

i inni. 